# Fontana delle Rane
Fontana delle Rane ("Grodfontänen") är en fontän på Piazza Mincio i Quartiere Trieste i norra Rom. Fontänen designades och utfördes av arkitekten och skulptören Gino Coppedè år 1924; denne ritade och planlade hela Quartiere Coppedè, som utgör en del av Quartiere Trieste. Fontänen förses med vatten från Acqua Marcia.

## Beskrivning
Fontänen beställdes av Roms kommun. Brunnskaret är omkring tio meter i diameter. I mitten bär en pelare med maskaroner upp en vattenskål, på vars kant sitter åtta grodor; ur deras gap sprutar vatten. Dessa grodors placering påminner om skölpaddorna på Fontana delle Tartarughe. Runt den nedre skålen finns fyra par av tritoner med fiskenät som bär snäckskal; på dessa snäckskal sitter grodor, ur vars näsborrar sprutar vatten. Mellan de parvis ställda tritonerna har skulptören placerat ett snäckskal och ett bi, en hänvisning till Fontana delle Api. Runt brunnskaret löper en trottoarkant dekorerad med stiliserade diamanter.

## The Beatles
Den 27 juni 1965 spelade The Beatles två konserter på Teatro Adriano vid Piazza Cavour i Rom – en på eftermiddagen och en på kvällen. Efter kvällskonserten besökte gruppen inneklubben Piper i Quartiere Coppedè. Därefter fick medlemmarna för sig att bada med kläderna på i den närbelägna Fontana delle Rane.

## Bilder
| - Närbild av en groda. - Triton. |